# 南希·史塔克·史密斯
南希·史塔克·史密斯（英語：Nancy Stark Smith，1952年2月11日—2020年5月1日）是美國舞蹈家和接觸即興的創始參與者。
1952年2月11日出生於紐約布魯克林，父母是約瑟夫·J.·Smith博士，母亲是露西爾。1954年，她的家人搬到了紐約的大頸城，她的母親在她5歲的時候就去世了。
最初，她接受过运动员和体操运动员的訓練，对舞蹈的兴趣不大。她在奥伯林学院（Oberlin College）的第一年才激发了对舞蹈的兴趣，在那里她参加了Twyla Tharp公司的住所。 Tharp的动作习惯使她着迷，并激发了她继续学习现代和后现代舞蹈的兴趣。在大学期间，她与史蒂夫·帕克斯顿（Steve Paxton）一起上课，史蒂夫·帕克斯顿是美国舞蹈家和即兴创作的接触者（当时是新生的舞蹈形式）。她被这种技术所感动，并表示希望继续与帕克斯顿合作。但是，在那时，帕克斯顿只与男舞者共事。
她曾就读于奥伯林学院。 1971年，她在Oberlin被国际著名的舞蹈编舞Twyla Tharp所发现。
1972年，她參加了帕克斯頓領導的一項表演項目，其中他們練習了多種即興演奏技巧，包括滾動和摔倒，相互抛接，識別體內的能量流以及探索二重奏的接觸。 他們在紐約約翰·韋伯畫廊（John Weber Gallery）上表演的表演是接觸即興表演的第一場表演。帕克斯頓後來稱讚她的舞蹈能力：“她運動健壯，反應靈敏，极为主動……她非常勇敢。”
从奥伯林学院获得舞蹈和写作学位的斯塔克·史密斯与帕克斯顿和其他舞者一起参加了团圆之旅，并在奥伯林学院的场地上展示了作品，帮助了即兴接触舞蹈的流行。

## 接觸即兴
根據國際舞蹈百科全書，接觸即興是“主要是一種二重唱形式（社會互動的最基本單位），它通過要求兩個參與者之間不斷的接觸來強調相互信任和相互依賴的質量。”斯塔克·史密斯本人也表示，擁有合作伙伴是聯絡即興表演的關鍵，無論是形式本身還是通過與他人分享技巧來發展即興表演的方式：我們“創造合作伙伴，使我們可以繼續跳舞”。該表格在很大程度上受到Paxton、Stark Smith和其他早期創新者的歡迎，他們通過在全國範圍內的教學傳播了該表格。在反映接觸即興表演的早期表現時，史塔克·史密斯回想起人們對舞蹈中對傳統性別角色的漠視而感到興奮和驚訝：1970年代初期，舉男的女人是激進的。
随着接触即兴表演的兴起，Paxton和其他人表达了对舞者在未经适当培训的情况下学习形式的安全性的担忧。1975年，史塔克·史密斯创立了《国际通讯》（后来称为《通讯季刊》 ），这是一本关于舞蹈和即兴创作的国际杂志，她继续与丽莎·纳尔逊（Lisa Nelson）合作编辑和制作，直到去世。在即兴接触的早期，Contact Quarterly表达了史蒂夫·帕克斯顿、史塔克·史密斯和其他核心成员的选择，以使非正式领导和社区团体成为即兴接触的文化。他们避开了商标和警务老师，他们使用《联系季刊》来影响和建立领导者，老师和联系舞者之间的开放式沟通。史塔克·史密斯（Stark Smith）坚持认为，没有精确的教学法来教授形式，这给舞者带来了创新的自由。关于学习即兴演奏，她说：“一旦您对基本前提有了清晰的认识，发展了一些安全技能，并且准备好了自己的反应，然后就离开了。你边做边学。”
斯塔克·史密斯一生都担任舞者、表演者、讲师、作家和组织者。她环游世界，教授和介绍接触和即兴舞蹈的表演。她与众多合作伙伴合作，包括史蒂夫·帕克斯顿、朱利安·汉密尔顿（Julyen Hamilton）、凯伦·尼尔森（Karen Nelson），以及音乐家和作曲家迈克·瓦尔加斯（Mike Vargas），后来成为她的合伙人。
从1990年开始，史塔克·史密斯开发了Underscore 系列练习，这种练习导致长时即兴接触即兴演奏，为舞蹈的发展提供了指导。这是一条弧线，使舞者能够建立最支持即兴创作的思维/身体联系，探索各种形式的联系，并通过反射进行收获。在介绍下划线时，协调员会绘制史塔克·史密斯的象形符号，代表每个元素。因为它们向舞者开放解释，所以这些从舞蹈体验到讲述的翻译都说明了她试图传达和包括舞蹈中的主观性和流动性作为创造性的实践。他们通过邀请参与者体现他们来激发他人的审美反应。

## 死亡
她于2020年5月1日在马萨诸塞州佛罗伦萨因卵巢癌去世。